# 瀨戶線
瀨戶線（日语：／ Seto sen */?）是一條連結日本愛知縣名古屋市至鄰市瀨戶市的鐵路線。由中部地方大手私鐵之一的名古屋鐵道（名鐵）所經營的這條路線，起訖點分別是位於名古屋市東区的榮町車站與瀨戶市的主車站尾張瀨戶車站。

## 歷史
2025年4月2日，瀨戶線迎來開業的120周年，並在4月12日至6月30日之間進行紀念列車「逆富士」的運轉。

## 路線資料
營業中的路段（榮町－尾張瀨戶間）
- 路線距離（營業距離）：20.6公里
- 軌距：1,067毫米
- 站數：20個（包括起終點站）
- 複線路段：全線
- 電氣化路段：全線（直流1,500 V）
- 閉塞方式：自動閉塞式
- 認可最高速度：95公里/小時

1976年（昭和51年）廢除路段（堀川－（舊）東大手間，廢除時）
- 路線距離（營業距離）：1.9公里
- 軌距：1,067毫米
- 站數：4個（包括休止中的東大手站）
- 複線路段：全線（但是存在單複線）
- 電氣化路段：全線（直流電600 V）
- 閉塞方式：自動閉塞式
- 認可最高速度：70公里/小時（但是站間距離較短，也存在半徑60公尺的急曲線）

## 車站列表
所有車站都位於愛知縣。

### 營業路段
- 接續路線名的（）內的英文字母和數字表示車站編號。
- 普通全站停車（表中省略）
- 停靠站以2005年1月29日為準。

範例
停靠站 … ●：標準停靠站 ｜：通過
| 車站編號 | 中文站名        | 日文站名 | 英文站名 | 站間距離 | 營業距離 | 準急 | 急行 | 接續路線 | 所在地   | 所在地   |
| -------- | --------------- | -------- | -------- | -------- | -------- | ---- | ---- | --- | -------- | -------- |
| ST01     | 榮町            |          |          | -        | 0.0      | ●    | ●    | 名古屋市營地下鐵： 東山線（榮：H10）、 名城線（榮：M05）                                                          | 名古屋市 | 東區     |
| ST02     | 東大手          |          |          | 1.5      | 1.5      | ●    | ●    | | 名古屋市 | 中區     |
| ST03     | 清水            |          |          | 0.7      | 2.2      | ｜   | ｜   | | 名古屋市 | 北區     |
| ST04     | 尼坂            |          |          | 0.5      | 2.7      | ｜   | ｜   | | 名古屋市 | 北區     |
| ST05     | 森下            |          |          | 0.9      | 3.6      | ｜   | ｜   | | 名古屋市 | 東區     |
| ST06     | 大曾根          |          |          | 1.0      | 4.6      | ●    | ●    | 東海旅客鐵道： 中央本線 名古屋市營地下鐵： 名城線（M12） 名古屋導向巴士：導向巴士志段味線（Yutorito Line）（Y01） | 名古屋市 | 東區     |
| ST07     | 矢田            |          |          | 1.3      | 5.9      | ｜   | ｜   | | 名古屋市 | 東區     |
| ST08     | 守山自衛隊前    |          |          | 1.1      | 7.0      | ｜   | ｜   | 名古屋導向巴士：Yutorito Line（守山：Y04）                                                                        | 名古屋市 | 守山區   |
| ST09     | 瓢簞山          |          |          | 0.6      | 7.6      | ｜   | ｜   | | 名古屋市 | 守山區   |
| ST10     | 小幡            |          |          | 1.0      | 8.6      | ●    | ●    | | 名古屋市 | 守山區   |
| ST11     | 喜多山          |          |          | 1.3      | 9.9      | ●    | ●    | | 名古屋市 | 守山區   |
| ST12     | 大森·金城學院前 |          |          | 0.8      | 10.7     | ●    | ●    | | 名古屋市 | 守山區   |
| ST13     | 印場            |          |          | 1.5      | 12.2     | ●    | ｜   | | 尾張旭市 | 尾張旭市 |
| ST14     | 旭前            |          |          | 0.9      | 13.1     | ●    | ｜   | | 尾張旭市 | 尾張旭市 |
| ST15     | 尾張旭          |          |          | 1.6      | 14.7     | ●    | ●    | | 尾張旭市 | 尾張旭市 |
| ST16     | 三鄉            |          |          | 1.4      | 16.1     | ●    | ●    | | 尾張旭市 | 尾張旭市 |
| ST17     | 水野            |          |          | 1.9      | 18.0     | ●    | ●    | | 瀨戶市   | 瀨戶市   |
| ST18     | 新瀨戶          |          |          | 0.7      | 18.7     | ●    | ●    | 愛知環狀鐵道：愛知環狀鐵道線（瀨戶市：21）                                                                        | 瀨戶市   | 瀨戶市   |
| ST19     | 瀨戶市役所前    |          |          | 0.7      | 19.4     | ●    | ●    | | 瀨戶市   | 瀨戶市   |
| ST20     | 尾張瀨戶        |          |          | 1.2      | 20.6     | ●    | ●    | | 瀨戶市   | 瀨戶市   |

### 廢除車站
站名是廢除時。
- 社宮祠車站（師範下車站 - 坂下車站間） 1944年休止、1956年10月15日廢除
- 坂下車站（社宮祠車站 - 森下車站間） 1941年2月24日廢除
- 站前車站（森下車站 - 大曾根車站間） 1944年休止、1956年10月15日廢除
- 守山口車站（矢田駅 - 二十軒家車站間） 1944年休止、1969年4月5日廢除
- 笠寺道車站（瓢箪山駅 - 小幡車站間） 1944年休止、1969年4月5日廢除
- 小幡原車站（小幡駅 - 喜多山車站間） 1944年休止、1969年4月5日廢除
- 霞丘車站（大森・金城学院前車站 - 印場車站間） 1944年休止、1969年4月5日廢除
- 聾石車站（印場車站 - 尾張旭車站間） 1942年廢除
- 平池車站（尾張旭車站 - 三鄉車站間） 1944年休止、1969年4月5日廢除
- 根之鼻車站（三鄉車站 - 水野車站間） 1944年休止、1969年4月5日廢除
- 学園前車站（新瀨戶駅 - 瀨戶市役所前車站間）1926年-1927年廢除

1921年（大正10年）以前的軌道時代，廢除停車場
- 御園（堀川 - 本町間）
- 師範下（尼坂 - 社宮祠間） 1915年之後廢除止
- 木崎（矢田 - 聯隊前間）
- 役場前（矢田 - 聯隊前間）
- 志談味通（大森 - 印場間）
- 櫻川（追分 - 瀨戶間）1915年以前廢除

## 外部連結
- 名古屋鐵道官方網站内瀨戶線路線圖・停車站 （页面存档备份，存于）